# Stereospermum harmsianum
Stereospermum harmsianum là một loài thực vật có hoa trong họ Chùm ớt. Loài này được K.Schum. miêu tả khoa học đầu tiên năm 1895.